# Maggiorata

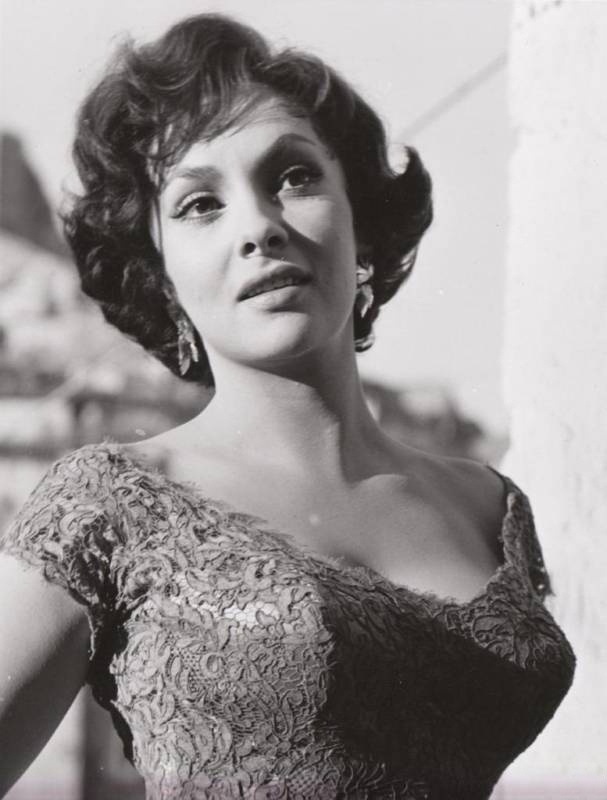
Gina Lollobrigida dans les années 1960

Le terme italien maggiorata (bien roulées) est né dans les années 1950 pour désigner des actrices qui au début se sont imposées sur les écrans plus pour leurs formes généreuses que pour leur jeu d'actrices, tout en devenant parfois de grandes actrices.
On peut citer comme exemples Gina Lollobrigida, Lucia Bosè, Silvana Pampanini, Silvana Mangano et Marisa Allasio.

## Origine et évolution
Le terme a été inventé par Vittorio De Sica dans l'épisode Il processo di Frine du film à sketches Heureuse Époque de 1952. Dans celui-ci, l'avocat de la défense décrit le personnage interprété par Gina Lollobrigida comme une maggiorata fisica (augmentée physiquement), par opposition à la description comme minorata psichica (handicapée psychique, c'est-à-dire incapable de vivre en société) qui en avait été faite auparavant.
L'âge d'or des maggiorate correspond aux années 1950 et 1960, période du boom économique et de la dolce vita, immortalisée par le bain d'Anita Ekberg dans la fontaine de Trevi dans La dolce vita de Federico Fellini. Le phénomène accompagne la vague du néoréalisme rose des années 1960. Dans les années 1970 et 1980, elles apparaissent surtout dans la comédie érotique italienne : Edwige Fenech, Carmen Russo, Laura Antonelli, Serena Grandi.
Le terme est passé dans la langue courante italienne pour désigner une femme plantureuse en général.